# Analytical Chemistry
Analytical Chemistry, скорочено в літературних цитатах Anal. Chem. — двотижневий науковий журнал у галузі аналітичної хімії. Журнал вперше вийшов у 1929 році під назвою Industrial & Engineering Chemistry Analytical Edition і був перейменований на Analytical Chemistry на початку 1947 року.
Analytical Chemistry — це рецензований журнал, який представляє роботи в галузі аналітичної хімії. Сфера внесків включає в себе сучасні аналітичні концепції та застосування з підобластей спектроскопії, електрохімії, мас-спектрометрії, аналізу навколишнього середовища та біоаналізу.
Імпакт-фактор у 2019 році становив 6,785. Згідно зі статистичними даними ISI Web of Knowledge, журнал за 2014 рік займає четверте місце серед 74 журналів у категорії Аналітична хімія.